# Iolaus (geslacht)
Iolaus is een geslacht van vlinders van de familie Lycaenidae, uit de onderfamilie Theclinae.

## Soorten
- I. adamsi Lathy, 1903
- I. alberici Dufrane, 1945
- I. albomaculatus Sharpe, 1904
- I. alienus Trimen, 1898
- I. anesius Hulstaert, 1924
- I. auricostalis Butler, 1896
- I. aurivillii (Röber, 1900)
- I. australis Stevenson, 1937
- I. bagus Kheil, 1884
- I. bertha Suffert, 1904
- I. bilineata Bethune-Baker, 1908
- I. bolissus Hewitson, 1873
- I. bryki Aurivillius, 1925
- I. canissus Hewitson, 1873
- I. carina Hewitson, 1873
- I. cervinus Röber, 1887
- I. coelestis Bethune-Baker, 1926
- I. cottoni Bethune-Baker, 1908
- I. diaeus Hewitson, 1865
- I. dubiosa Stempffer & Bennett, 1959
- I. elisa Suffert, 1904
- I. emma Suffert, 1904
- I. eurisus (Cramer, 1779)
- I. jalysus (Felder, 1865)
- I. julianus Staudinger, 1891
- I. julius Staudinger, 1891
- I. kuhnei Röber, 1887
- I. longicauda Stempffer & Bennett, 1959

- I. luculentus Leech, 1890
- I. marmoreus (Butler, 1866)
- I. matilda Suffert, 1904
- I. mildbraedi Schultze, 1912
- I. moyambina Stempffer & Bennett, 1959
- I. nursei Butler, 1896
- I. obscurus Aurivillius, 1924
- I. orientius Hulstaert, 1924
- I. penningtoni Stempffer & Bennett, 1959
- I. sapphirhinus Röber, 1887
- I. scintillans Aurivillius, 1905
- I. sciophilus (Schultze, 1915)
- I. schultzei (Aurivillius, 1905)
- I. stewarti Heath
- I. theodori Stempffer, 1970
- I. thuraui Suffert, 1904
- I. vexillarius Clench, 1964